# Etnocentryzm konsumencki
Etnocentryzm konsumencki (patriotyzm konsumencki, ekonomiczny lub gospodarczy) – postawa konsumencka polegająca na preferowaniu zakupu produktów rodzimego pochodzenia.
Etnocentryzm konsumencki mierzy się „skalą etnocentryzmu konsumenckiego” (ang. CET scale, CETSCALE, consumer ethnocentrism scale) określającą skłonność do nabywania i preferowania produktów rodzimych w odniesieniu do takich samych produktów pochodzących z rynków zagranicznych.

## Występowanie i specyfika

### Ośrodki etnocentryzmu konsumenckiego
Najsilniejszy etnocentryzm konsumencki występuje w krajach wysoko rozwiniętych. W Europie tendencja ta najsilniej manifestowana jest w Niemczech i Francji. W Azji występuje najsilniej w Korei oraz Japonii.

### Polska

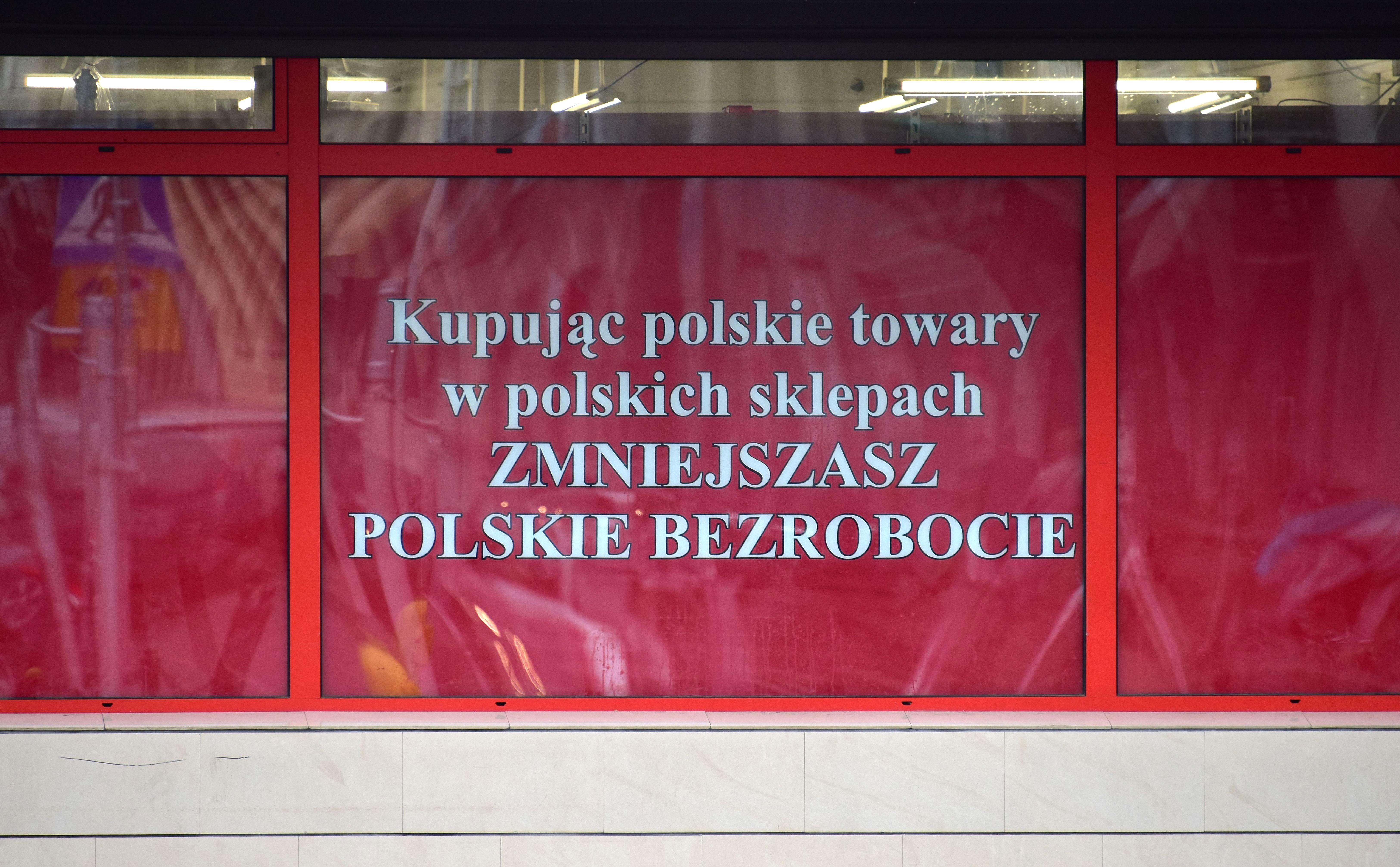
Witryna sklepu przy Ząbkowskiej 52 w Warszawie

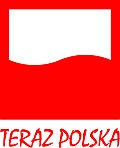
Logotyp „Teraz Polska”

Pierwsze kampanie prowadzone w duchu promocji patriotyzmu konsumenckiego prowadzone były w okresie II RP. Po II wojnie światowej w związku z przynależnością Polski do bloku komunistycznego i pozostawania jej za żelazną kurtyną Polacy zmuszeni byli w większości do zakupu produktów krajowych, ponieważ w Polsce została wprowadzona gospodarka socjalistyczna z ograniczonym i całkowicie kontrolowanym przez państwo eksportem.
Wraz z upadkiem PRL zmieniły się również realia gospodarcze. Zamiast gospodarki kontrolowanej przez państwo wprowadzono gospodarkę kapitalistyczną oraz wolny rynek, w wyniku czego polskie przedsiębiorstwa konkurują z przedsiębiorstwami z innych krajów w skali globalnej. Od roku 1990 w Polsce prowadzonych jest kilka kampanii promujących produkty regionalne jak „Teraz Polska”, „Dobre bo Polskie”, „Polski ślad”, "Swój do swego po swoje" lub program „Doceń polskie”. Realizuje się je poprzez organizację konkursów, w których typowane są produkty o wysokiej jakości użytkowej produkowanych w Polsce oraz wprowadzanie dodatkowych oznakowań umożliwiających ich szybką identyfikację.
W święto niepodległości 11 listopada 2015 polscy informatycy udostępnili darmową aplikację Pola sprawdzającą po zeskanowanym kodzie kreskowym kraj pochodzenia produktu oraz udział polskiego kapitału. Program dostępny jest na platformy Android oraz IOS. Partnerem „Poli” są m.in. Centrum Analiz Klubu Jagiellońskiego oraz Instytut Logistyki i Magazynowania, który zapewnia bazę kodów kreskowych i producentów. Inną aplikacją, która również umożliwia sprawdzanie podobnych danych co Pola, jest opublikowana w kwietniu 2015 roku przez inicjatywę WspieramRozwój.pl aplikacja Polskie Marki. Wyszukiwanie w niej odbywa się poprzez wpisanie firmy lub całej kategorii, np. „musztardy”. Uwzględnia ona także przedsiębiorstwa usługowe.

## Geneza etnocentryzmu konsumenckiego
Pojęcie etnocentryzmu konsumenckiego jako gospodarczej formy etnocentryzmu zostało zdefiniowane w 1987 roku przez S. Sharma, T. Shimp oraz J. Shin. Według tych autorów etnocentryzm konsumencki to "...przekonanie podzielane przez konsumentów na temat powinności i moralności kupowania artykułów pochodzenia zagranicznego...". Z punktu widzenia konsumentów etnocentrycznych kupowanie produktów zagranicznych jest niewłaściwe, gdyż osłabia gospodarkę krajową powodując wzrost bezrobocia. Towary pochodzenia zagranicznego są więc z zasady odrzucane. Etnocentryczni konsumenci dokonując zakupów kierują się więc nie tylko przesłankami ekonomicznymi czy emocjonalnymi, lecz moralnymi. Konsumenci nieetnocentryczni nie dostrzegają natomiast takiej cechy produktu jak kraj pochodzenia, a w swoich wyborach kierują się innymi cechami produktu. W większości przypadków ich decyzje są też racjonalniejsze z punktu widzenia ich własnej korzyści finansowej.
Etnocentryzm konsumencki cechuje się następującymi właściwościami. Po pierwsze, wywodzi się z troski o własny kraj oraz z obawy o utratę kontroli nad gospodarką, co może być spowodowane importem. Po drugie, zawiera on pobudki skłaniające do zaniechania kupowania produktów pochodzenia zagranicznego. Dla konsumentów o wysokim poziomie etnocentryzmu nabywanie produktów zagranicznych nie stanowi tylko kwestii ekonomicznej, lecz stwarza również problemy natury moralnej. To właśnie zaangażowanie moralne powoduje, że konsumenci w ekstremalnych przypadkach nabywają produkty krajowe, pomimo że ich jakość jest znacznie niższa od produktów importowanych. Po trzecie założyć można, że poziom etnocentryzmu konsumenckiego jest sumą tendencji pojedynczych osób będących częścią danej grupy społecznej. Etnocentryzm konsumencki jest więc formą patriotyzmu gospodarczego w sferze konsumpcji i wynika z troski o własny kraj oraz obawy przed utratą kontroli nad własnym interesem ekonomicznym. Jako zjawisko społeczne jest więc wynikiem świadomych i celowych decyzji. Opiera się on na takich zjawiskach jak:
- poczucie przynależności do grupy etnicznej,
- patriotyzm,
- świadomość narodowa,
- tradycjonalizm kulturowy.

Natomiast na stopień etnocentryzmu konsumenckiego jednostki mają wpływ czynniki szczegółowe, takie jak cechy:
- demograficzne,
- psychograficzne,
- kulturowe,
- zawodowe,
- edukacyjne,
- behawioralne.

Skłonność do preferowania przez konsumentów produktów krajowych, nawet w sytuacji, gdy są one gorsze w opinii jednostki która je nabywa powoduje szereg pozytywnych skutków ekonomicznych z punktu widzenia kraju rodzimego. Przyczynia się to do rozwoju produkcji krajowej, tworzy barierę marketingową dla zagranicznych przedsiębiorstw, wpływa na zmniejszenie bezrobocia, zmusza przedsiębiorstwa zagraniczne do inwestowania w kraju. Z drugiej jednak strony powoduje też skutki negatywne do których należą: zahamowanie procesów innowacyjnych w gospodarce, izolowanie gospodarcze kraju, pogorszenie jakości krajowych wyrobów, spadek aktywności marketingowej podmiotów krajowych, brak obiektywizmu polegający na przekonaniu, że krajowe jest zawsze lepsze. Rozmiary skutków etnocentryzmu zależą w dużym stopniu od jego nasilenia. Najbardziej odczuwalne efekty daje środowisko silnie etnocentryczne oraz internacjonalistyczne z tym, że w przypadku tego drugiego efekty są odwrotne.
Pierwsze badania dotyczące etnocentryzmu konsumenckiego przeprowadzili T. Shimp, S. Sharma i J. Shin, poświęcając uwagę opracowaniu i psychometrycznemu testowaniu skali do pomiaru etnocentryzmu. Według poczynionych założeń, omawiana skala służy do pomiarów raczej tendencji niż postawy. Odnosi się ona bardziej do skłonności w reagowaniu na zagraniczne produkty w ogóle niż na konkretnie określony przedmiot. Skala będąca 17 -itemowym kwestionariuszem z zastosowaniem skali Likerta, poddana została testom na reprezentatywnej próbie konsumentów pochodzących z wybranych regionów w USA. Wyniki przeprowadzonych badań wykazały rzetelność skali oraz jednowymiarową strukturę po zastosowaniu konfirmacyjnej analizy czynnikowej. W badaniu, autorzy wykazali wysoką ujemną korelację między ogólną postawą odnośnie do produktów zagranicznego pochodzenia a stopniem etnocentryzmu oraz pozytywny związek między stopniem etnocentryzmu oraz posiadaniem lub zamiarem zakupu samochodu produkcji krajowej. Szczególnie interesujące okazały się wyniki badań dotyczących stopnia etnocentryzmu konsumenckiego w regionach o różnym poziomie zagrożenia bezrobociem. Tendencje etnocentryczne okazały się szczególnie mocne w tych rejonach, gdzie lokalny przemysł zagrożony był konkurencją zagraniczną. Szczególnie wysoki poziom etnocentryzmu odnotowano więc w Detroit, będącym kolebką przemysłu motoryzacyjnego USA, gdzie obawa przed utratą pracy na skutek konkurencji ze strony Japonii powodowała nasilenie zjawiska. Równocześnie Detroit cechuje się w porównaniu do pozostałych badanych regionów homogenicznością społeczeństwa które go zamieszkuje. Efektem tego jest stosunkowo mniejsza interakcja z osobami wywodzącymi się z innych kultur, co wywołuje większą obawę przez „nieznanym". Drugi biegun stanowiło natomiast Los Angeles, rejon mało zagrożony gospodarczo przez przemysł zagraniczny oraz o bardzo wysokim poziomie heterogeniczności społeczeństwa.

## Konsekwencje etnocentryzmu konsumenckiego
Reasumując, konsekwencją etnocentryzmu konsumenckiego jest przecenianie produktów krajowych, deprecjonowanie znaczenia importu oraz poczucie obowiązku moralnego do kupna produktów rodzimych, co w konsekwencji tworzy bariery dla rozwoju handlu na szczeblu międzynarodowym. Z punktu widzenia marketingu pomiar etnocentryzmu konsumenckiego jest istotny z uwagi na to, że jego określony poziom może stanowić skuteczną barierę w osiągnięciu sukcesu na rynkach zagranicznych. Może on być również użyteczny w procesie budowy strategii marketingowej poprzez precyzyjniejsze określenie pozycji produktu za granicą.